# Outdooractual
Outdooractual es un diario español digital de prensa deportiva, editado en Barcelona. Fue creado por la empresa Rodolia Press SL. Es uno de los portales digitales de montaña, dedicados a deportes, noticias y productos, más leídos de España. 

## Contenido
El diario Outdooractual se centra en las noticias relacionadas con la montaña. Suele enfocarse en torno al trail running, senderismo, escalada, carreras de montaña, viajes, esquí de montaña, nieve, productos de montaña y eventos de montaña.
Desde 2009 publica La Biblia del Outdoor, un catálogo de productos de montaña para conocer la amplia oferta del universo outdoor.
El Diario Outdooractual tiene su redacción en la planta baja del Carrer Camp 56, en pleno distrito del Sant Gervasi de Barcelona.